# HD 163685
HD 163685，又名CD-2813936，SAO 186025、HR 6692，是一颗恒星，视星等为6.01，位于銀經1.61，銀緯-2.37，其B1900.0坐标为赤經17h 52m 18.3s，赤緯-28° -2.37′ 53″。